# Parque nacional Ramornie
El Parque nacional Ramornie es un parque nacional en Nueva Gales del Sur (Australia), ubicado a 485 km al norte de Sídney.

## Ficha
- Área: 31,60 km²
- Coordenadas: 29°42′41″S 152°40′24″E / -29.71139, 152.67333
- Fecha de Creación: 1 de enero de 1999
- Administración: Servicio Para la Vida Salvaje y los Parques nacionales de Nueva Gales del Sur
- Categoría IUCN: II